# Roger Marshall
Roger Wayne Marshall (El Dorado, 9 de agosto de 1960) es un político estadounidense que se desempeña como senador del estado de Kansas, desde 2021. Previamente se desempeñó como representante del primer distrito congresional de Kansas entre 2017 y 2021. Miembro del Partido Republicano, su distrito, conocido popularmente como "el Gran Primero", es vasto y mayormente rural pues se extiende por la totalidad o parte de 63 condados, casi la mitad de la masa continental del estado. Es el séptimo distrito más grande de la nación que no cubre un estado entero.

## Vida prepolítica
Marshall nació en El Dorado, Kansas. Asistió a Butler Community College antes de asistir a la Universidad Estatal de Kansas, donde recibió una licenciatura en bioquímica. Recibió su doctorado en Medicina de la Universidad de Kansas. Completó una residencia en obstetricia y ginecología en el Bayfront Medical Center en St. Petersburg, Florida. 
Marshall ha servido como presidente de la Junta del Hospital Regional Great Bend y ha sido gobernador de distrito de Rotary International. También sirvió siete años en la Reserva del Ejército de los Estados Unidos alcanzando el rango de capitán.